# Big Gemini

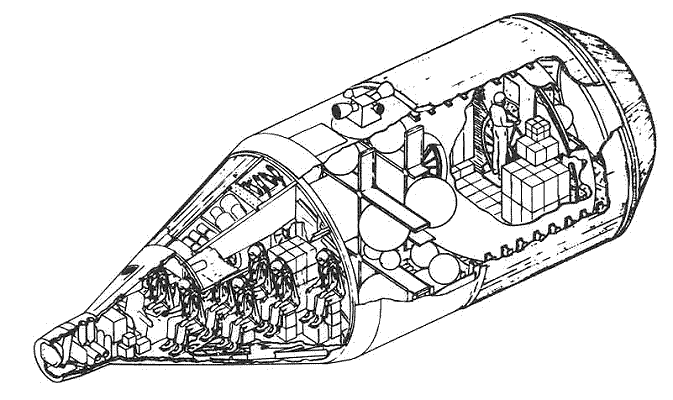
Jedna z konfiguracji Big Gemini

Big Gemini – planowany amerykański załogowy pojazd kosmiczny, który miał stanowić rozwinięcie konstrukcji kapsuły Gemini.

## Historia
Pod koniec roku 1966, Program Gemini wszedł w swoją schyłkową fazę. Jednocześnie do ukończenia zbliżała się faza projektowa Załogowego Laboratorium Orbitalnego (Manned Orbiting Laboratory - MOL) należącego do amerykańskich Sił Powietrznych. Aby wykorzystać zespół, firma McDonnell przystąpiła do opracowywania pojazdu logistycznego dla planowanej stacji w oparciu o istniejącą technologię. 
Big Gemini (Big G) został zaprezentowany w 1967 roku Siłom Powietrznym przez firmę McDonnell Douglas jako ekonomiczny, załogowy pojazd logistyczny, transportujący zaopatrzenie dla wojskowych i cywilnych stacji kosmicznych. Miał przewyższać skromne możliwości transportowe istniejących pojazdów (Apollo i Gemini), a jego opracowanie - przy wykorzystaniu istniejących technologii Gemini i Apollo - nie wpływałoby na rozwój priorytetowego programu Apollo. Pierwsze loty planowano na rok 1971. 
Całkowita masa i ładowność pojazdu zależałyby w znacznym stopniu od wykorzystanej rakiety nośnej. Wersja przewidziana dla rakiety Titan 3M miałaby masę 15 600 kg, i dostarczałaby na orbitę na wysokości 480 kilometrów 9 osób i 2,5 tony ładunku. Wersja NASA INT-20, przewidziana do wykorzystania z rakietą Saturn INT-20, miała mieć masę 47 300 kg i dostarczać 9 osób i 27 300 kg ładunku na tę samą orbitę. Wersja dla rakiety Titan 3G miałaby całkowitą masę 59 000 kg i mogłaby zostać wyniesiona na orbitę o wysokości 150 x 220 km.
Projekt Big Gemini nie wszedł jednak nigdy w fazę realizacji. Po odwołaniu MOL i ograniczeniu ambitnych planów stacji kosmicznej NASA (ostatecznie przyjęły one formę laboratorium Skylab), projekt stracił rację bytu.